# Töres Theorell

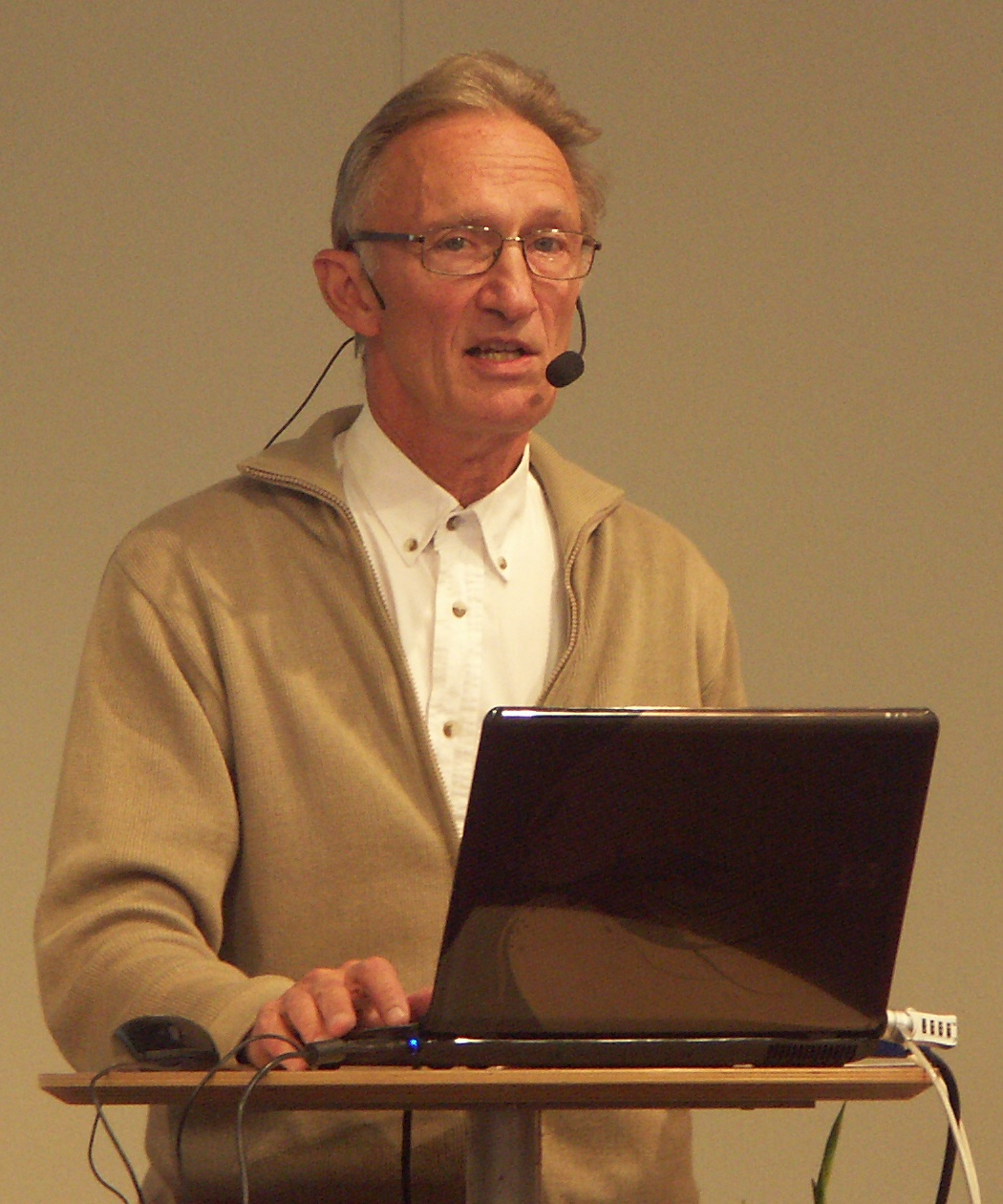
Töres Theorell 2009

Töres Theorell (25 november 1942) is een Zweedse arts en professor.
Töres Theorell, zoon van Nobellaureaat Hugo Theorell, is een internist. Hij is sinds 1981 professor aan het Institut för psykosocial Medicin (IPM) van het Karolinska-instituut in Stockholm, waarvan hij sinds 1995 directeur is. Hij heeft onderzoek gedaan rond sociaalmedische en psychosomatische vraagstukken, onder andere hart- en vaatziekten, arbeidsleven en stress.